# Wegenstein C. Lipót
Wegenstein C. Lipót (Wegenstein Lipót Károly) (Kleinhadersdorf, 1858. április 16. – Temesvár, 1937. március 10.) osztrák orgonaépítő, a temesvári Wegenstein Lipót és Fiai Orgonagyár alapítója.

## Pályafutása
Szakmáját Bécsben tanulta ki, ahol orgonaépítő-segédlevelet kapott. Németországi vándorútja számos városban több ismert műhelyt érintett: Ludwigsburg (Eberhard Friedrich Walcker), Drezda (Kaufmann), Berlin, Stuttgart (Friedrich Weigle), Erfurt, Luzern (Friedrich Goll), Göttingen (Carl Giesecke) és Weikersheim (Aug. Laukhuff).
1880-ban Temesváron telepedett le, és beállt Hromadka József (1826–1896) műhelyébe. 1885-ben feleségül vette mesterének lányát, Máriát. 1888-ban iparengedélyt kapott. Eleinte apósa műhelyében dolgozott, majd az erzsébetvárosi Hunyadi útra költözött, és megalapította a Wegenstein Lipót és Fiai Orgonagyárat. 1904-ben magyar állampolgárságot kapott.
A monarchia magyar területein cége két másik jelentős orgonaépítővel versenyzett: Rieger Ottó budapesti és Angster József pécsi műhelyével. Orgonagyára 1913-ig 122 orgonát épített, 1945-ig pedig összesen több mint 300 hangszert szállított le.
Nyolc gyermeke közül Richard (1886. június 10. – 1970. március 24. Temesvár), József (1894. március 4. – 1930. június 14. Temesvár) és Viktor (1901. június 9. – 1964. október 23. Temesvár) követték az orgonaépítésben. Az orgonaépítő család utolsó leszármazottja, ifj. Wegenstein Josef, sok éven át dolgozott az Aug. Laukhuff cégnél.

## Fordítás
- Ez a szócikk részben vagy egészben  a   Carl Leopold Wegenstein című német Wikipédia-szócikk ezen változatának fordításán alapul.  Az eredeti cikk szerkesztőit annak laptörténete sorolja fel. Ez a jelzés csupán a megfogalmazás eredetét és a szerzői jogokat jelzi, nem szolgál a cikkben szereplő információk forrásmegjelöléseként.